# Zoilo Gómez
Zoilo Gómez (Bella Vista, Tucumán; 1939 - Bella Vista, Tucumán, 11 de febrero de 2021) fue un futbolista argentino que jugaba como delantero.

## Trayectoria

### Bella Vista
Gómez se inició futbolísticamente en Bella Vlsta, club de su ciudad natal. Se destacó por su capacidad goleadora y llamó la atención de los clubes más importantes de la provincia, cuando le marcó 4 goles en un partido a Atlético Concepción.

### Atlético Tucumán
En 1959 llegó a San Miguel de Tucumán para jugar en Atlético Tucumán. Al momento de su desembarco en el club, Atlético había logrado coronarse campeón en 1957 y 1958, con un gran equipo. Gómez logró ganarse su lugar cuando en su primer clásico le marcó 3 goles al rival. En su primer año se coronó campeón tucumano y disputó el Campeonato de Campeones de la República Argentina, donde se consagró campeón.  En 1960 y 1961 ganó el campeonato tucumano nuevamente, a pesar de las bajas que sufrió el equipo luego del torneo nacional.

## Clubes
| Club             | País      |
| ---------------- | --------- |
| Bella Vlsta      | Argentina |
| Atlético Tucumán | Argentina |

## Palmarés
| Título                                  | Equipo           | País      | Año  |
| --------------------------------------- | ---------------- | --------- | ---- |
| Liga Tucumana                           | Atlético Tucumán | Argentina | 1959 |
| Liga Tucumana                           | Atlético Tucumán | Argentina | 1960 |
| Liga Tucumana                           | Atlético Tucumán | Argentina | 1961 |
| Campeonato de Campeones de la República | Atlético Tucumán | Argentina | 1960 |